# 22120 Gaylefarrar
22120 Gaylefarrar è un asteroide della fascia principale. Scoperto nel 2000, presenta un'orbita caratterizzata da un semiasse maggiore pari a 2,3020705 UA e da un'eccentricità di 0,1787126, inclinata di 4,16984° rispetto all'eclittica.